# Zastuhna, Vasîlkiv
Zastuhna (în ucraineană Застугна) este localitatea de reședință a comunei Zastuhna din raionul Vasîlkiv, regiunea Kiev, Ucraina.

## Demografie
Componența lingvistică a localității Zastuhna
     Ucraineană (97,82%)
     Rusă (2,18%)
Conform recensământului din 2001, majoritatea populației localității Zastuhna era vorbitoare de ucraineană (97,82%), existând în minoritate și vorbitori de rusă (2,18%).